# Svenner fyr
Svenner fyr ligger på ø Korpekollen i øgruppen Svenner i Larvik kommune i Vestfold og Telemark fylke i Norge. Fyret blev tændt første gang 22. oktober 1874. Det oprindelige tårnet var bygget i sten af fanger fra som sad på Akershus fæstning. I 1900 blev det eksisterende tårn i støbejern bygget. Tårnets højde er på 18,7 m, toppen på tårnet ligger 40 meter over havet. Fyrlyset ligger 40,3 meter over højvande og har en lysvidde på 17,8 nautiske mil. Fyret blev affolket i slutningen af 2002 og automatiseret i 2003. Fyret med tilhørende bygninger blev fredet i 1997.
Vestfold Fylkeskystlag med samarbejdspartnere har siden 2008 lejet fyret af Kystverket. Fyret er indrettet til udlejning, med mulighed for overnatning.
Navnet Svenner kommer af det norrøne Sveinar, som betyder «drenge , karer», uden at man kender baggrunden for dette.
- Oversigt over det bebyggede område
- Fyrvogterbygningen (t.h.) og reserveassistentboligen
- Stenhuset

## Eksterne kilder og henvisninger
- Wikimedia Commons har flere filer relateret til Svenner fyr
- Svenner fyr på Riksantikvarens hjemmeside kulturminnesok.no
- Svenner.info
- Om Svenner fyr på Norsk Fyrhistorisk Forenings websted